# Movimiento Universitario 19 de Abril
El Movimiento Universitario 19 de Abril (con sus siglas MU19A), es un movimiento estudiantil nicaragüense creado el 24 de abril de 2018 en Managua, Nicaragua. Este conforma un grupo estudiantil opositor al gobierno de Daniel Ortega, el actual presidente del país. Dicho movimiento, ha organizado y participado en las protestas en Nicaragua de 2018, las cuales iniciaron el 18 de abril como consecuencia de las reformas al sistema de seguro social (INSS). De igual manera, ha servido como interlocutor del diálogo nacionalresultado de las Protestas en Nicaragua de 2018.
En la actualidad, el movimiento presenta una estructura organizativa que se extiende por ocho departamentos de Nicaragua, incluyendo Managua, Masaya, León, Estelí, Rivas, Carazo, Nueva Segovia y Bluefields. En cada uno de estos departamentos, se han conformado grupos de resistencia compuestos por jóvenes de 16 a 29 años. Estos grupos operan de manera clandestina, enfrentando la persecución del gobierno Sandinista hacia la juventud.
Su labor se centra en capacitar a jóvenes en métodos de protesta no violenta, resistencia pacífica y fomentar la participación juvenil en la política nacional. Dada la situación política, se han abocado a realizar estas actividades de manera discreta. Además, llevan a cabo campañas de concientización acerca de los presos políticos y abogan por su liberación. Este compromiso refleja la perseverancia del MU19A en promover la defensa de los derechos civiles y la búsqueda de cambios positivos y democráticos en la sociedad nicaragüense.

## Historia

### Creación
El 24 de abril de 2018, en una rueda de prensa en la Universidad Politécnica de Nicaragua (UPOLI), los estudiantes de la misma, anunciaron la creación del Movimiento Universitario 19 de Abril. El cual serviría como interlocutor para el diálogo con el gobierno. Durante la rueda de prensa, se presentaron sus exigencias al gobierno; que incluían la liberación de detenidos, anular antecedentes policiales, suspensión de altos cargos de la Policía Nacional (incluyendo a Aminta Granera y Francisco Díaz Madriz), garantías de no represalias y la reconstrucción de las instalaciones universitarias. Así mismo, se exigió procesar penalmente a los responsables de las muertes ocurridas a causa de la represión (Actualmente, la Asociación Nicaragüense Pro Derechos Humanos, registra 481 muertos).
El movimiento responsabilizó al presidente Daniel Ortega y a la vicepresidenta y primera dama, Rosario Murillo, "de cualquier acto que atente contra las garantías y derechos constitucionales de nosotros y nuestras familias". El movimiento invitó a la Conferencia Episcopal a participar en el diálogo con el gobierno, además afirmaron que desde la UPOLI seguirán "resistiendo hasta que se cumplan las exigencias".

### Participación en las protestas
El 2 de mayo, el Movimiento Universitario 19 de Abril fijó un plazo de siete días al gobierno para permitir a la Comisión Interamericana de Derechos Humanos (CIDH) y la Oficina del Alto Comisionado de las Naciones Unidas para los Derechos Humanos (OACDH), investigar las muertes ocurridas durante las protestas. Una marcha estudiantil salió en horas de la mañana, desde la Universidad Centroamericana (UCA), hacia la Asamblea Nacional, para protestar contra la Comisión de la Verdad, pero fue detenida por un grupo de antimotines a la altura del antiguo Hospital Militar, por lo que dicha marcha regresó a la UCA. Desde allí se dirigió a la UPOLI para solidarizarse con otros grupos atrincherados en dicha universidad. Se habían levantado barricadas pese a los policías que estaban cerca. El 3 de mayo hubo enfrentamientos entre policías antimotines y grupos que se encontraban en la UPOLI en la madrugada causando 6 heridos, 1 de gravedad. El Movimiento Universitario 19 de Abril respondió al incidente con enfrentamientos y afirmando que no participaría en el diálogo con Daniel Ortega puesto que se había puesto en peligro las negociaciones.
El Movimiento Universitario 19 de Abril aseguró que mientras no hubiesen condiciones, no participarían en el diálogo con el gobierno. Según el MU-19A, esta decisión fue tomada debido a agresiones recibidas de la policía antidisturbios y militantes sandinistas. Las cuales se llevaron a cabo en la noche del día 6 de mayo en Niquinohomo, Catarina, Monimbó, y Masaya. Los líderes del Movimiento 19 de Abril en Masaya, exigen el retiro inmediato de las fuerzas especiales de la Policía Nacional y de la Juventud Sandinista en ese departamento.
El día 9 de mayo, tuvo lugar una marcha en Managua bajo el lema «Por la Justicia y la Democratización de Nicaragua». La marcha fue convocada inicialmente por Movimiento por Nicaragua y Movimiento Universitario 19 de Abril. Luego fue apoyada por el Movimiento Campesino Nicaragüense y varias organizaciones patronales como el Consejo Superior de la Empresa Privada (COSEP), Cámara Americana de Comercio (AmCham) y Unión de Productores Agropecuarios de Nicaragua (UPANIC). de miles de personas marcharon en Managua y otras ciudades como Matagalpa y León. Simpatizantes del gobierno se manifestaron en Avenida Bolívar, Managua.
En la madrugada del 28 de mayo se informó que fueron incendiadas dos instituciones del Estado en la ciudad de Masaya por los manifestantes: La Fiscalía y la Procuraduría. El Movimiento 19 de abril en Masaya informó que fueron los grupos de choque afines del gobierno son los culpables.
Este movimiento estudiantil es considerado terrorista por el gobierno, como lo menciona la prensa: "Entre los crímenes que mencionan contra los dirigentes están asesinato, asaltos, terrorismo, secuestros, tráfico, tenencia y uso de armas restringidas, incendios, torturas, lesiones, exposición de personas al peligro".

### Diálogo Nacional
La Conferencia Episcopal de Nicaragua (CEN), convocó a la primera sesión de trabajo de la comisión mixta para el 28 de mayo. Esto con la intención de destrabar el diálogo Nacional tras el impacto surgido por la falta de consenso entre las partes. El 9 de junio, el MU-19A informó mediante Facebook, que abandonarían la UPOLI, esto debido a la supuesta existencia de infiltrados del gobierno en la misma, pero además afirmaron que “Hemos sufrido la represión más brutal de parte del régimen Ortega-Murillo, muchos compañeros han sido asesinados, otros han sido heridos y lisiados de por vida”.